# Pablo Zalba Bidegain
Pablo Zalba Bidegain (Pamplona, 25 de gener de 1975) és un economista i polític navarrès, diputat al Parlament Europeu pel Partit Popular.
El 1997 es llicencià en Administració i direcció d'Empreses a la Universitat de Navarra i el 2007 va obtenir el títol Executive MBA a la London Business School. Ha treballat com a cap de desenvolupament de negocis i Cap de Màrqueting, a empreses com Arcelor, Mittal (a Pamplona i a Madrid, de 1998 a 2004) i fou cap d'exportació a l'empresa pamplonesa Comansa el 2004-2005. De 2005 a 2009 ha estat director comercial i de desenvolupament de Negocis a SIC Lázaro de Corella.
El 2008 formà part de l'executiva que va reconstituir el Partit Popular a Navarra com a separat d'Unió del Poble Navarrès. Fou elegit diputat pel Partit Popular a les eleccions al Parlament Europeu de 2009. Dins del Parlament Europeu és membre de la Comissió de Comerç Internacional, de la Delegació en la Comissió Parlamentària Cariforum-UE i de la Delegació per a les Relacions amb la República Popular de la Xina.
El 28 de març de 2011 protagonitzà un escàndol quan The Sunday Times el va acusar de retocar una directiva comunitària destinada a protegir els consumidors europeus a canvi d'una suma 100.000 euros anyals, però uns mesos l'oficina antifrau de les institucions europees el va declarar innocent. El novembre de 2016 deixà el seu escó quan fou nomenat president de l'Institut de Crèdit Oficial (ICO).